# Jorge Vidal (pintor)
Jorge Vidal Ponce (Valparaíso, Chile, 1943 - Valladolid, España, 11 de febrero de 2006) fue un pintor abstracto hispano-chileno.

## Datos biográficos
Nacido en Chile, pronto se desplazó a Europa para comenzar sus estudios en Ginebra. Sus primeras exposiciones destacadas fueron en la ciudad de Valladolid, en la década de 1960, en donde fijó su residencia definitiva en 1975 tras considerarse exiliado después del golpe de Estado contra Salvador Allende en 1973. Se casó con la también pintora Jo Stempfel.

### Grupo Simancas
Jorge Vidal estuvo plenamente vinculado con Castilla y León en donde desarrolló toda su carrera profesional. Pintor abstracto, fue uno de los miembros destacados del grupo inicialmente denominado Jacobo (por Fernando Santiago) de Simancas y conocido como Grupo Simancas. Vidal es considerado uno de los renovadores de la abstracción en Castilla.
El Grupo Simancas, así conocido por la ubicación en esta localidad de los talleres de algunos de los miembros del grupo artístico, salas de exposiciones y lugar de reunión habitual de artistas de la época. Lo componían Fernando Santiago ("Jacobo") (1932-2017), Jorge Vidal (1943-2006), Domingo Criado (1935-2007), Gabino Gaona (1933-2007) Francisco Sabadell (1922-1971) y Félix Cuadrado Lomas (1930-2021). Otros pintores, escultores, ceramistas y escritores estuvieron también en la órbita del grupo, o tuvieron relación e influencias recíprocas con miembros del mismo.

## Premios
- II Bienal de Pintura Contemporánea de Barcelona,
- Premio Nacional de Pintura de Valladolid,
- VI Bienal de Pintura "Ciudad de Zamora"

## Exposiciones
Selección de exposiciones de Jorge Vidal:
- Presentación de la Exposición "Jardín de Invierno" - Palacio de Pimentel (Valladolid): 14 de abril al 2 de mayo de 2004.
- "Exposición Itinerante (1964-2004)" en Castilla y León durante 2006: 
  - Casa de las Conchas (Salamanca), 12 de enero a 26 de febrero de 2006;
  - Monasterio de Santa Ana, (Ávila), 1 de marzo a 23 de abril de 2006;
  - Palacio de la Audiencia, (Soria), 2 al 26 de marzo de 2006;
  - Museo de Burgos (Burgos), 9 de mayo a 25 de junio de 2006;
  - Centro Cultural San Agustín, (El Burgo de Osma), 23 de agosto a 31 de septiembre de 2006;
  - Museo Zuluaga. Iglesia de San Juan de los Caballeros, (Segovia), 10 de octubre a 12 de noviembre de 2006;
  - Museo de Palencia, (Palencia), 3 de noviembre a 23 de diciembre de 2006.

## Publicaciones
- 2005 - Jorge Vidal: obra, 1964-2002. Textos de Francisco Javier Hernando Carrasco y Ramón Rodríguez. Editorial Consejería de Cultura y Turismo, Junta de Castilla y León, 263 p. ISBN 84-9718-329-0.
- 2011- Grupo Simancas. Patio Herreriano, en issuu.com, Fundación Villalar de Castilla y León, ISBN 978-84-937120-9-9 - ISBN 978-84-96286-17-7